# D'ici et d'ailleurs (chanson)
Singles de Sheryfa Luna
Il avait les mots
(2008) Comme avant
(2008)
D'ici et d'ailleurs est une chanson de RnB interprétée par Sheryfa Luna. Il s'agit du troisième et dernier single de son premier album studio éponyme. Le single succède à la chanson Il avait les mots.

## Liste des pistes
- Téléchargement digital - EP

1. D'ici et d'ailleurs (Remix) – 2:56
2. D'ici et d'ailleurs (Remix Instrumental) – 2:56
3. D'ici et d'ailleurs – 4:01

## Classement hebdomadaire
| Classement (2008)                       | Meilleure position |
| --------------------------------------- | ------------------ |
| Belgique (Wallonie Ultratop 50 Singles) | 23                 |
| France (SNEP)                           | 13                 |